# Yoann Loustalot
Yoann Loustalot (* 26. Mai 1974 in Guérande) ist ein französischer Jazzmusiker (Trompete, Flügelhorn, Komposition.)

## Wirken
Yoann Loustalot erhielt eine Ausbildung als klassischer Trompeter, bevor er sich für den Jazz entschied. In Bordeaux gehörte er 1998 zum Sextett Grand Six. Zu dieser Zeit lernte er den britischen Bluesmusiker Victor Brox kennen, den er mehrere Jahre begleitete. 2001 ließ er sich in Paris nieder; von 2002 bis 2004 gehörte er zum Vintage Orchestra um Sophie Alour und der Band der Sängerin Brisa Roché an. Dann arbeitete er mit Olivier Ker Ourio, Dave Liebman, Lee Konitz oder Steve Williams und legte 2006 mit seinem Quartett das Album Primavera vor. Daneben entwickelte er sein Trio mit Pianist François Chesnel und Schlagzeuger Antoine Paganotti) sowie 2007 als Koleader die Gruppe Aerophone mit Frédéric Pasqua (drei Alben, zuletzt 2017), daneben seit 2012 mit Frédéric Borey (sowie Yoni Zelnik und Frédéric Pasqua) Lucky Dog (zwei Alben bei Fresh Sound New Talent). 2016 gründete er mit François Chensel (p), Christophe Marguet (dm) und Frédéric Chiffoleau das Quartett Old and New Songs, das 2019 auf Russland-Tournee ging. 2019 arbeitete er zudem im Duo mit Pianist Julien Touery. Er ist auch auf Alben mit Sophie Alour ( La géographie des rêves 2011) und Christophe Dal Sasso zu hören. Mit dem KLM trio (mit Philippe Macé und Stéphane Kerecki legte er das Album Providence (2023) vor.